# Grbančastolistna panešplja
Grbančastolistna panešplja (znanstveno ime Cotoneaster bullatus) je listopaden grm, ki izvira iz zahodne Kitajske (province Hubei, Sečuan, Xizang in Junan), kjer raste na nadmorskih višinah med 900 in 3200 m. Gojiti so jo začeli leta 1898, danes pa je že splošno razširjena v Evropi, Novi Zelandiji in Britanski Kolumbiji.

## Opis
Grbančastolistna panešplja doseže v višino med 3 in 4 metre in ima okroglaste vejice, sivo lubje ter premenjalno nameščene, enostavne, ovalne liste, dolge med 35 in 70 mm in široke med 20 in 40 mm. Mlade vejice so sprva dlakaste, kasneje pa dlačice odvržejo in postanejo gladke. Listni peclji so dolgi med 4 in 6 mm in so običajno goli. Listi so zgrbančeni in so po zgornji strani temno zelene, po spodnji pa sivozelene barve. Spodnja stran je poraščena z gostimi, kratkimi dlačicami, ki so še posebej goste ob sekundarnih žilah. Ob vsakem listu je prilist, dolg med 3 in 5 mm, ki pa odpade kmalu po tem, ko se list odpre.
Cvetovi so zbrani v češulje, široke med 3 in 5 cm, v katere je zbranih od 12 do 30 belih cvetkov. Posamezen cvet ima 5 venčnih in 5 čašnih čistov, v premeru pa doseže med 7 in 8 mm. V posameznem cvetu je od 20 do 22 prašnikov. Na severni polobli rastlina cveti med majem in julijem.
Plodovi so rdeče okrogle jagode s premerom 6 do 8 mm, v katerih je 4-5 semen.